# Campamento de la Torre del Diablo
El Campamento de la Torre del Diablo (en inglés y oficialmente Devil's Tower Camp) es una instalación militar situada justo al sureste del Aeropuerto Internacional de Gibraltar, en el istmo entre España y Gibraltar.

## Historia
El sitio se remonta a 1713, cuando España cedió tierras al Reino Unido en virtud del Tratado de Utrecht.El campo se estableció en 1942 como cuartel de la RAF, para apoyar a la RAF en Gibraltar durante la Segunda Guerra Mundial, y estaba situado convenientemente cerca del aeródromo.
Las instalaciones, que fueron cada vez más utilizadas por el ejército británico después de la guerra, se convirtieron en el hogar del Regimiento Real de Gibraltar.En 2009 se ampliaron y remodelaron para crear un nuevo complejo de restauración y viviendas individuales para 450 soldados.Las nuevas instalaciones también incluían el Centro Médico Princess Royal, establecido para proporcionar instalaciones médicas para el personal militar, que fue inaugurado por la Princesa Ana del Reino Unido durante ese mismo año.
En 2011, el Gobierno de Gibraltar y el Ministerio de Defensa del Reino Unido acordaron que los requisitos de propiedad del Reino Unido serían cubiertos por la Base Naval, el Aeródromo, el Campamento de la Torre del Diablo y el Four Corners, liberando así una gran cantidad de otras propiedades para su eliminación.
En 2021, el patio de armas del acuartelamiento se utilizó como campo de fútbol para albergar partidos de la Liga de Fútbol Femenino de Gibraltar 2020-21, mientras se realizaban los trabajos de repavimentación en el Estadio Victoria.